# Gerbillus pyramidum
Gerbillus pyramidum és una espècie de mamífer rosegador de la família dels múrids. Viu al Txad, Egipte, Mali, Mauritània, el Níger i el Sudan. El seu hàbitat natural són els deserts i semideserts. És una espècie en risc mínim, és a dir, no sembla que hi hagi cap amenaça significativa per a la seva supervivència. El seu nom específic, pyramidum, significa ‘de les piràmides’ en llatí.